# You Are the Champions
„You Are the Champions“ je první singl americko-britské rockové skupiny Queen + Adam Lambert vydaný 1. května 2020. Jedná se o remake původní písně skupiny Queen „We Are the Champions“ z roku 1977 a z tohoto důvodu je jako autor písně uváděn Freddie Mercury, ačkoliv s nápadem vytvořit tuto nahrávku přišel Brian May. Oproti originálu byl text zkrácen a v posledním refrénu byly výskyty slova „we“ (česky „my“) změněny na „you“ (česky „vy“). Písní chtěla skupina vzdát hold všem zdravotníkům, kteří v první linii po celém světě bojují s pandemií covidu-19, výtěžek z prodeje byl darován do Fondu solidarity COVID-19 Světové zdravotnické organizace. Singl vyšel ve třech formátech: 1. května 2020 jako digitální nahrávka, 21. srpna 2020 byl vydán i v limitovaných formátech CD singl a vinylová deska. Obou limitovaných fyzických formátů bylo do prodeje uvedeno 3 000 kusů.
Singl se dostal na přední příčky několika hudebních žebříčků. V britském UK Singles Chart se dostal na 95. příčku, fyzické formáty singlu (CD a vinylová deska) se v žebříčku Official Physical Singles Chart Top 100 dostaly na první místo, nahrávka se také objevila v žebříčku Billboard Hot Rock & Alternative Songs, kde dosáhla 46. místa. Píseň se stala velkým hitem v Japonsku – v hitparádě National Radio Air Play International Chart se dostala na první příčku a v National Radio Air Play Combination Chart byla k 19. květnu 2020 na 5. místě. Singl se dostal také na 24. pozici japonského týdenního žebříčku Japan Airplay Top 100.
Podle členů kapely se jedná o důležitý projekt, který může pomoci v boji s covidem-19. Skupině za darování výdělku do Fondu solidarity COVID-19 poděkovala mimo jiné například Elizabeth Cousensová, prezidentka a generální ředitelka Nadace OSN.

## Nahrávání
Členové kapely píseň nahráli na dálku ze svých domovů (Brian May v Londýně, Roger Taylor v Cornwallu a Adam Lambert v Los Angeles) původně na mobilní telefony kvůli karanténním opatřením proti šíření pandemie covidu-19. Brian May dne 9. dubna 2020 na svůj profil na Instagramu nahrál video v rámci své série „MicroConcerto“, kde píseň „We Are the Champions“ hraje na elektrickou kytaru Red Special. V popisku videa poděkoval zdravotníkům v první linii. O týden později 16. dubna 2020 zareagoval na Mayovu výzvu Roger Taylor, který ke kytaře přidal svou hru na bicí a taktéž video zveřejnil na svém instagramovém profilu. Zpěvák Adam Lambert pak 20. dubna 2020 publikoval video, ve kterém k nahrávce připojil svůj zpěv. Text byl oproti originálu pozměněn nepatrně, ale význam byl změněn výrazně. V posledním refrénu byly nahrazeny výskyty slova „we“ (česky „my“) slovem „you“ (česky „vy“). Tím vznikla věta „You Are the Champions“ (česky „vy jste šampióni“), což bylo myšleno o zdravotnících, kterým je píseň věnována. Takto pozměnit text napadlo zpěváka Adama Lamberta. „Řekli jsme mu, aby s tím experimentoval a něco pozměnil“, uvedl May. Původně chtěl Lambert změnit i osobu první věty textu, tedy „I've paid my dues“ (česky „splatil jsem své dluhy“) na „You've paid my dues“ (česky „splatili jste mé dluhy“), ale nakonec se členové skupiny rozhodli, že „nebudou měnit něco tak ikonického“. Jako autor je však uváděn původní zpěvák skupiny Freddie Mercury, který napsal původní píseň We Are the Champions.
Později byla k nahrávce připojena druhá stopa kytary a basová linka Neila Fairclougha, natočen videoklip a 1. května 2020 byla píseň v digitální podobě oficiálně vydána jako singl.

## Vydání
První nahrávka Maye, Taylora a Lamberta byla publikována 20. dubna 2020 na instagramovém profilu Adama Lamberta, avšak singl ve finální podobě byl oficiálně vydán až 1. května 2020 zveřejněním na oficiálním kanálu skupiny Queen na platformě YouTube, ale i na dalších platformách jako například Spotify. Dne 5. srpna 2020 skupina na svých webových stránkách oznámila vydání singlu ve fyzických formátech prostřednictvím britského hudebního vydavatelství Virgin EMI Records, jednalo se o CD a vinylovou desku. Tyto formáty byly do prodeje uvedeny 21. srpna 2020. Od každého bylo do prodeje dáno pouze 3 000 kusů, které se rychle vyprodaly. Výdělky z prodeje byly darovány Fondu solidarity COVID-19 Světové zdravotnické organizace. Jde o první singl jež skupina vydala.

### Seznam skladeb
Vinyl a CD
1. „You Are the Champions“ – 2:07
2. „You Are the Champions (instrumentální verze)“ – 2:07

Digitální vydání
1. „You Are the Champions“ – 2:07

## Umístění v žebříčcích
| Země               | Žebříček (2020)                             | Nejvyšší umístění | Doba v žebříčku | Doba na prvním místě | Ref.   |
| ------------------ | ------------------------------------------- | ----------------- | --------------- | -------------------- | ------ |
| Spojené království | UK Singles Chart                            | 95                | 1 týden         | –                    | [ 18 ] |
| Spojené království | Official Physical Singles Chart Top 100     | 1                 | 1 týden         | 1 týden              | [ 22 ] |
| USA                | Billboard Hot Rock & Alternative Songs      | 46                | 1 týden         | –                    | [ 23 ] |
| Japonsko           | National Radio Air Play International Chart | 1                 | —               | —                    | [ 24 ] |
| Japonsko           | National Radio Air Play Combination Chart   | 5                 | —               | —                    | [ 25 ] |
| Japonsko           | Japan Airplay Top 100                       | 24                | 3 týdny         | –                    | [ 26 ] |

Singl se umístil na několika žebříčcích. V britském UK Singles Chart se dostal na 95. příčku a zůstal tam týden. Oba vydané fyzické formáty singlu (CD a vinylová deska) se dne 25. srpna 2020 v žebříčku Official Physical Singles Chart Top 100 dostaly na první místo, kde se udržely taktéž týden. Nahrávka figurovala také v žebříčku Billboard Hot Rock & Alternative Songs, kde od 16. května 2020 po dobu jednoho týdne figurovala na 46. místě. Největší úspěch píseň zaznamenala v Japonsku, kde se stala velkým hitem – v hitparádě National Radio Air Play International Chart (kategorie pro mezinárodní hudbu) se dostala na první místo, v National Radio Air Play Combination Chart (kombinované kategorii pro japonskou i mezinárodní hudbu) byla k 19. květnu 2020 na 5. místě a objevila se rovněž na 24. pozici týdenního žebříčku Japan Airplay Top 100.

## Videoklip
Videoklip k písni byl natočen v dubnu 2020 a byl zveřejněn 1. května 2020 zároveň s vydáním digitální nahrávky. Režiséry byli Drew Gleason a Tyler Macey. Ve videu se střídá pohled na obrazovku rozdělenou na tři části, kde May, Taylor a Lambert ze svých domovů interpretují píseň a na záběry lidí, kteří děkují zdravotníkům a mají na sobě roušku, záběry z nemocnic a pohledy na liduprázdné kulturní památky, ulice a náměstí.
Ve videoklipu se objevila Dr. Rory Taylorová, dcera Rogera Taylora, které pracuje v londýnské nemocnici a pečuje o pacienty s covidem-19, jak na kameru ukazuje kartičky s nápisy „Stay Safe All“ (česky „Buďte všichni v bezpečí“) a „You Are the Champions“ (česky „Vy jste šampióni“).

## Reakce
Elizabeth Cousensová, prezidentka a generální ředitelka Nadace OSN, uvedla: „Jsme vděční kapele Queen + Adam Lambert za to, že využila svůj talent k podpoře našich hrdinů v první linii v reakci na covid-19. Jejich příspěvek k tomuto boji pozvedne náladu a získá finanční prostředky pro Fond solidarity COVID-19 pro Světovou zdravotnickou organizaci.“

### Názory členů kapely
S nápadem na vytvoření nahrávky přišel kytarista skupiny Brian May, který věc okomentoval takto: „Doufal jsem, že z toho bude něco, co budeme moct nazvat nahrávkou a že to bude vůbec použitelné. Jedinou platformou, kterou jsem měl, byl v jistém smyslu Instagram. Nemohl jsem se dostat ani do svého studia, protože je na venkově a já jsem ve městě.“ odůvodnil způsob nahrávání písně. „Myslím si, že to je skvělý způsob, jak využít naši starou práci pro vytvoření něčeho dobrého ve světě. Jak víte, my už si nepotřebujeme vydělávat peníze, my už nepotřebujeme být více slavní. Chceme jen použít to co máme tím nejlepším možným způsobem.“ „Zdá se mi, že bychom to měli věnovat všem zdravotníkům v první linii, vojákům bojujícím za lidstvo proti povstaleckému koronaviru. Stejně jako naši rodiče, prarodiče a praprarodiče, kteří za nás bojovali ve dvou světových válkách, jsou tito stateční válečníci v první linii našimi novými šampiony. To znamená, že lékaři, zdravotní sestry, uklízeči, nosiči, řidiči, čajové dámy a pánové a všichni, kteří každý den tiše riskují své životy, aby zachránili životy našich příbuzných. Všichni jsou to šampioni!!!“ vyjádřil May svůj postoj k situaci a iniciativě pomoci. „Mám pocit, že je to možná ta nejdůležitější věc, kterou jsme kdy vydali.“ dodal.
Bubeník Roger Taylor řekl: „Jako otec který má dceru v první linii si velmi dobře uvědomuji zásadní práci, kterou denně vykonávají, aby zachránili nás a naši společnost. Jejich statečnost a obětavost nesmí být ovlivněna ničím menším než stoprocentním úsilím našich vlád o jejich ochranu. Jsou vzácní pro nás všechny a jsou skutečně našimi šampiony.“ „Moje dcera je vlastně ve videoklipu se svými kartičkami, kde prezentuje rady ohledně izolace atd.“
Zpěvák Adam Lambert shrnul důvod vzniku písně: „Náš výkon věnujeme s nejhlubší vděčností všem lidem v první linii po celém světě. Děkujeme, že nás chráníte a udržujete v bezpečí, žasneme nad vaší statečností a silou.“

### Iniciativa
Queen + Adam Lambert nebyli jedinými hudebními interprety, kteří se zapojili do iniciativy pomoci v boji s pandemií covidu-19 přispíváním do fondů a nadací výdělky z nově vydaných singlů nebo z pořádání online koncertů. Z mezinárodně známých hudebních interpretů se do iniciativy zapojila například Billie Eilish vystoupením v online přenosu, Lady Gaga svým online koncertem One World: Together At Home, Justin Bieber a Ariana Grande svým společným singlem „Stuck with U“ a virtuální koncert uspořádali například také britští zpěváci Elton John, Paul McCartney, nebo skupina The Rolling Stones.
Rovněž se nejedná o jedinou akci, kterou se skupina Queen + Adam Lambert rozhodla pomoci v boji s pandemií covidu-19. Dne 15. května 2020 na svůj oficiální YouTube kanál vydala časově omezený videozáznam koncertu The Freddie Mercury Tribute Concert, který se konal 20. dubna 1992 na počest zesnulého zpěváka Freddieho Mercuryho. Ke zhlédnutí byl k dispozici pouze 48 hodin od vydání a výdělky, které byly získány z poslaných darů sledujícími, byly zaslány také do Fondu solidarity COVID-19 Světové zdravotnické organizace. Tehdy bylo vybráno 5 milionů amerických dolarů.